# Jan Conny
Jan Conny (auch Johann Kuny, Johannes Conrad, Johann Cuny, Jean Cunny, Jan(uary) Konny, John Canoe/Conni und Nana Konneh je nach deutscher, holländischer, britischer, französischsprachiger oder ghanaischer Benennung) war ein mächtiger westafrikanischer Händler und damit auch Sklavenhändler. Er war Herr einer Privatarmee und Verbündeter von Brandenburg-Preußen zur Zeit der kurbrandenburgischen Kolonie Groß Friedrichsburg (1683–1720) bei Axim an der Küste des heutigen Ghana in Westafrika. Zwischen 1718 und 1724 übernahm er die Kontrolle über die von den Brandenburgern verlassene Festung Groß Friedrichsburg und verteidigte sie gegen mehrere massive Eroberungsversuche der Holländer. Die Geschichte der Verteidigung der Festung wurde im 19. Jahrhundert von Anhängern eines deutschen kolonialen Engagements propagandistisch verfälscht und für eigene Zwecke benutzt. Ein weiterer Teil der Wirkungsgeschichte Jan Connys sind die noch heute in verschiedenen Teilen der Karibik und Westafrikas verbreiteten John-Canoe-Festivals (bzw. Junkanoo Parades), die sich offenkundig ursprünglich auf Jan Conny bezogen.

## Die historische Person Jan Conny
Bei den oben aufgeführten Namen handelt es sich um europäische Verballhornungen eines heute unbekannten afrikanischen Namens. Jan Conny war wahrscheinlich bereits bald nach der Gründung der Kolonie Groß Friedrichsburg als sogenannter „Makler“, also Zwischenhändler und Verbündeter der Brandenburger tätig und gewann zunehmend an Einfluss. Ab 1706 beherrschte er die Region um die Festung, 1710 sorgte er für die Absetzung des neuen Generaldirektors der Kolonie, de Lange. Es gibt Berichte, nach denen er ein brandenburgisches Schiff überfallen und samt Gewehren und Kanonen ausplündern ließ. Diese Kanonen postierte er hinter einem von seinen Leuten errichteten Steinwall mit Geschützlöchern nach europäischem Vorbild und begann eine Belagerung der Festung. Da der Steinwall Jahrhunderte später noch sichtbar war, dürfte diese Episode historisch gesichert sein.
Trotz dieses zwischenzeitlichen Konfliktes blieb er als Zwischenhändler der Brandenburger tätig und führte mit deren Unterstützung einen zweijährigen Krieg gegen die benachbarten Stützpunkte der Holländer und Briten. Im Verlauf dieses Krieges attackierte er die benachbarte britische Festung Fort Metal Cross bei Dixcove, die dabei schwer beschädigt wurde. Bei diesen Unternehmungen konnte er sich nicht nur auf seine Privatarmee (verstärkt durch Krieger der Aschanti und Wassaw) verlassen, sondern auch auf die Unterstützung der einheimischen Bevölkerung und der einheimischen Makler aus Dixcove und dem holländischen Stützpunkt Butre zurückgreifen. Angeblich befehligte er dabei 15.000 Mann und schlug 1712 die mit Holland in der Fetu River Convention verbündeten Briten in einem Gefecht. Holländer und Briten beschwerten sich erfolglos bei den Brandenburgern für deren Unterstützung Jan Connys, da sie um die Autorität der Europäer fürchteten, „wenn die Neger einen General nach ihrem Wohlgefallen ein- und absetzen können“.
1718 verkauften die Brandenburger die Festung an die Holländer und zogen sich aus ihrer Besitzung zurück, doch es war Jan Conny, dem die Kontrolle über die Festung und ihr Umfeld zufiel. Als die Holländer die Festung übernehmen wollten, verweigerte ihnen Jan Conny den Zutritt. Er dürfte sich dabei auf die afrikanische Rechtsauffassung berufen haben, dass es sich bei den brandenburgischen wie auch bei anderen europäischen Besitzungen an der sogenannten Goldküste nicht um verkäufliches Eigentum, sondern um gepachtetes Gebiet handelte. Hinzu kam, dass die kleine preußische Kolonie seinerzeit keineswegs mit Gewalt etabliert worden war, sondern durch friedlichen – und für beide Seiten vorteilhaften – Vertragsabschluss mit den lokalen Häuptlingen. Nachdem sich diese Hoffnungen bewahrheitet hatten, sah Conny offenbar nicht ein, dass der für ihn günstige Vertrag mit Brandenburg-Preußen durch den „Verkauf“ seine Gültigkeit verlieren sollte, ohne dass er offiziell aufgekündigt worden war.  Dementsprechend berief er sich (nach anderen Quellen) darauf, dass er einen Verkauf nur akzeptieren würde, wenn ihm dies von einem Brandenburger mitgeteilt würde.
Jan Conny verfügte über eine große Zahl von Musketen und Kanonen, schlug mehrere Angriffe der Holländer blutig zurück und betrieb seine Geschäfte auf eigene Faust. Angeblich kommandierte er zu dieser Zeit eine Armee von 20.000 Mann. Erst 1724, also nach siebenjähriger Kontrolle über die Festung, gab er auf und zog sich aus Groß Friedrichsburg zurück.
Neben dieser regionalen Bedeutung war Jan Conny einer der drei oder vier großen afrikanischen Händler des 18. Jahrhunderts in Westafrika. Jan Conny, John Kabes und Thomas Ewusi sowie ein nur als „Noi“ bekannter Mann befehligten hier große Privatarmeen und wickelten als überregionale Großhändler einen bedeutenden Teil des Handels (und damit auch des Sklavenhandels) mit den Europäern an der Küste ab.

## Wirkungsgeschichte

### Legende vom „schwarzen Preußen“
Jan Connys Weigerung, die brandenburgische Festung an die Holländer zu übergeben, wurde im 19. und 20. Jahrhundert von Befürwortern eines deutschen kolonialen Engagements in Afrika zu Propagandazwecken genutzt.
In verschiedenen Berichten über den „letzten Negerkönig des Kurfürsten von Brandenburg Preußen“ sowie einem Gedicht von Fedor von Köppen wird die Besetzung und Verteidigung der Festung Groß Friedrichsburg durch Jan Conny als Akt der „Treue zu Brandenburg“ gedeutet. Teil der Legende ist, dass Jan Conny die Festung schließlich unter Mitnahme der Brandenburger Flagge verlassen hat. In diesen Berichten wurde der Eindruck erweckt, dass es an der Guineaküste ein Gebiet gab, in dem die Einheimischen noch immer auf eine Rückkehr preußischer Kolonialherren warteten.
Das koloniale Engagement gegen Ende des 19. Jahrhunderts war im Deutschen Kaiserreich nicht unumstritten, und die Legende vom preußischen Negerkönig diente den Befürwortern als Argument.
Die Legende hielt sich hartnäckig, und als Mitte der 1930er Jahre die Nationalsozialisten ebenfalls koloniale Pläne für Afrika hatten, entsandten sie eine Expedition zu den Ruinen Groß Friedrichsburgs, wo sie angeblich immer noch auf Menschen trafen, die die Erinnerung an die gute Kolonialzeit unter den Brandenburg-Preußen bewahrten.

### John-Canoe-Festivals
Die Geschichte des Jan Conny wurde auch zum Heldenmythos unter den in die Sklaverei verschleppten Schwarzen der Karibik und der amerikanischen Südstaaten. Noch heute werden mit Maskeraden, Tänzen und Paraden auf Jamaika und auf den Bahamas John-Canoe-, Jankanoo- oder Jonkonnufestivals gefeiert. Als Ursprung der Feste wird dabei häufig die Geschichte vom „mächtigen König John Konny in Afrika“ angegeben. In einzelnen Gebieten hält sich die Legende, dieser John Conny sei ein Sklave gewesen, der einen erfolgreichen Aufstand angeführt habe. Historisch korrekt ist eher das Gegenteil, da Jan Conny zweifellos auch durch den Handel mit Sklaven reich und mächtig wurde.